# Číhaná (Bochov)
Číhaná (németül: Tschies) Bochov településrésze Csehországban a Karlovy Vary-i kerület Karlovy Vary-i járásában. Központi községétől 5,5 km-re délnyugatra fekszik. A 2001-es népszámlálási adatok szerint 16 lakóháza és 5 lakosa van.